# Michael Jamieson
Michael Jamieson (n. Glasgow, 5 de agosto de 1988) es un nadador británico y medallista olímpico.

## Biografía
Compitió para el Reino Unido en los Juegos Olímpicos de Londres 2012, dondo le ganó la medalla de plata a Daniel Gyurta en la final de 200 m braza. Llegó a batir el récord británico de la prueba en tres ocasiones, dos veces en la clasificación y otra en la final, con un tiempo de 2:07.43.
Anteriormente compitió en los 100 m braza, acabando en tercer lugar en la segunda semifinal, pero no alcanzando la final.